# 大阪健康ほいく専門学校
大阪健康ほいく専門学校（おおさかけんこうほいくせんもんがっこう）は、学校法人村川学園が運営する大阪府泉大津市にある専修学校である。堺市堺区にある大阪健康福祉短期大学とは別法人。

## 沿革
- 1983年（昭和58年）4月  学校法人村川学園設立

- 1996年（平成 8年）4月   南大阪社会福祉専門学校 介護福祉科 設立（2009年3月 廃止）

- 2001年（平成13年）4月  南大阪社会福祉専門学校 精神保健福祉科（昼間課程）一般養成 設立（2007年3月 廃止）

- 2002年（平成14年）4月  大阪健康福祉専門学校に校名変更

- 2007年（平成19年）4月  保育科、精神保健福祉通信教育科短期養成 設立

- 2008年（平成20年）4月  精神保健福祉通信教育科一般養成 設立

- 2009年（平成21年）4月  大阪健康ほいく専門学校に校名変更

- 2017年（平成29年）4月  こども科設置

## 学科
- 保育科
- 初等教育科
- 精神保健福祉通信教育科

## 所在地
- 〒595-0021 大阪府泉大津市東豊中町3-1-15

最寄り駅は、JR阪和線和泉府中駅